# HD 213240 b
HD 213240 b é um planeta extrassolar localizado a aproximadamente 133 anos-luz (41 parsecs) de distância, na constelação de Grus, que orbita a estrela HD 213240.
A origem deste planeta conhecido veio do país da Suíça e do astrônomo Santos. A data foi em 4 de abril de 2001 e o método foi a espectroscopia Doppler.